# Claude Léveillée

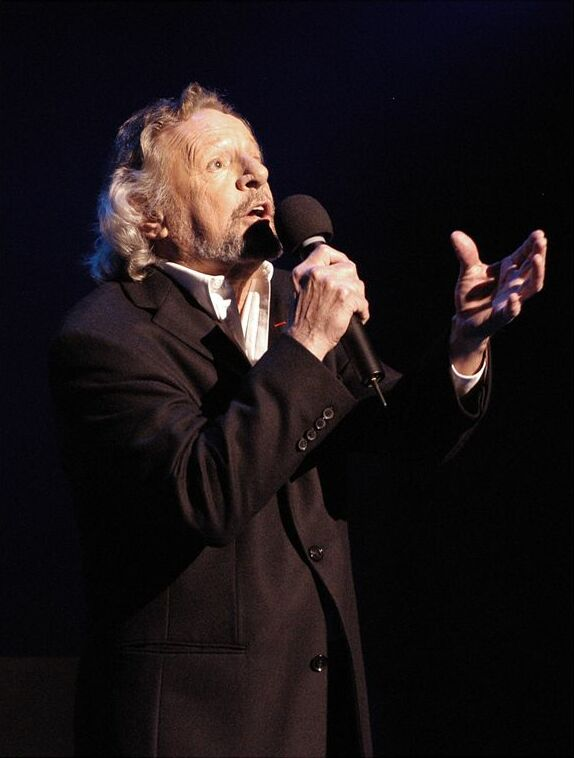
Claude Léveillée 2006

Joseph Gérard Adolphe Claude Léveillée (* 16. Oktober 1932 in Montreal; † 9. Juni 2011 in Saint-Benoît-de-Mirabel/Québec) war ein kanadischer Singer-Songwriter, Komponist und Schauspieler.

## Leben
Léveillée besuchte das Collège André-Grasset und das Montréal College und studierte Ökonomie und Politikwissenschaft an der Universität Montreal. Als Sänger debütierte er 1955 in der Revue Montréal College, als Schauspieler im Folgejahr in einem Fernsehfilm der CBC. 1959 gehörte er neben  Jacques Blanchet, Hervé Brousseau, Clémence DesRochers, Jean-Pierre Ferland und Raymond Lévesque zu den Gründern der Chansonniergruppe The Bozos. Von 1959 bis 1960 arbeitete er in Paris mit Édith Piaf, die 1963 Songs aufnahm, die er für sie geschrieben hatte.
Sein Debütalbum Claude Lévbeillée erschien 1962 und wurde u. a. mit dem Grand Prix du disque canadien ausgezeichnet. 1964 hatte er einen Soloauftritt am Place des Arts. Sie Klavierbegleiter waren zu dieser Zeit neben André Gagnon auch Pierre Leduc, Cyrille Beaulieu, Michel Lefrançois und Réjean Émond. Beim Montréal Festival du disque wurde er mit dem nach Mary Bolduc benannten Prix La Bolduc in der Kategorie Singer-Songwriter ausgezeichnet. Zur Expo 67 trat er als special guest der Ed Sullivan Show auf. In den folgenden Jahren unternahm er Tourneen durch Kanada, Frankreich, die Sowjetunion, die Schweiz und Zentralasien und war 1972 Gast beim Songfestival in Sopot.
Neben Songs komponierte Léveillée auch Musik für Fernsehproduktionen und Kinofilme, darunter für den Film Les Beaux dimanches und sieben Musikkomödien. 1972 entstand sein Vokalkonzert Contact und er vertonte Gilles Vigneaults Le Dict de l’aigle et du castor. 1976 tourte er mit der autobiographischen Bühnenshow Ce matin un homme durch Québec und schrieb die Musik zu dem Ballett Fleur de lit, das bei den Olympischen Sommerspielen in Montreal aufgeführt wurde. Sein Concerto pour Hélène zu Ehren von Hélène Boulé, der Frau des Gründers von Québec, Samuel de Champlain, wurde 1978 vom Orchestre Symphonique de Québec mit Danielle Licari und dem Chor der Kirche Saint-Dominique uraufgeführt.
Ab Mitte der 1980er Jahre hatte er mehrere Auftritte am Place des Arts und veröffentlichte einige neue Alben und Kompilationen. Als Schauspieler trat er 1989 in Denys Arcands Jesus von Montreal und von 1991 bis 1994 in der Fernsehserie Scoop auf. 2004 gehörte er zur Besetzung des Musicals Don Juan, das für einen Juno Award nominiert wurde. Nach einem Schlaganfall, den er während eines Auftritts 2004 erlitt, war er teilweise gelähmt und verbrachte seine letzten Lebensjahre in einem Landhaus in den Laurentinischen Bergen. Sein kurz zuvor vollendetes Album Coeur sans pays erschien 2008.
Insgesamt veröffentlichte Léveillée mehr als dreißig Alben und komponierte mehr als 450 Songs. Seine Songs wurden von Sängern wie Julie Arel, Isabelle Aubret, Neil Chotem, Renée Claude, Daniel Guichard, Pauline Julien, Georgette Lemaire, Monique Leyrac und Roger Williams interpretiert und aufgenommen. Er wurde als Officer des Order of Canada (1997) und Chevalier des Ordre national du Québec und der Légion d’honneur (1998) ausgezeichnet und 2006 in das Panthéon des auteurs et compositeurs canadiens aufgenommen.